# イドリス・サーディ
イドリス・サーディ (Idriss Saadi, 1992年2月8日 - ) は、アルジェリアの元サッカー選手。現役時代のポジションはFW。

## 経歴
2014年1月、リーグ・ドゥのクレルモン・フットに移籍した。

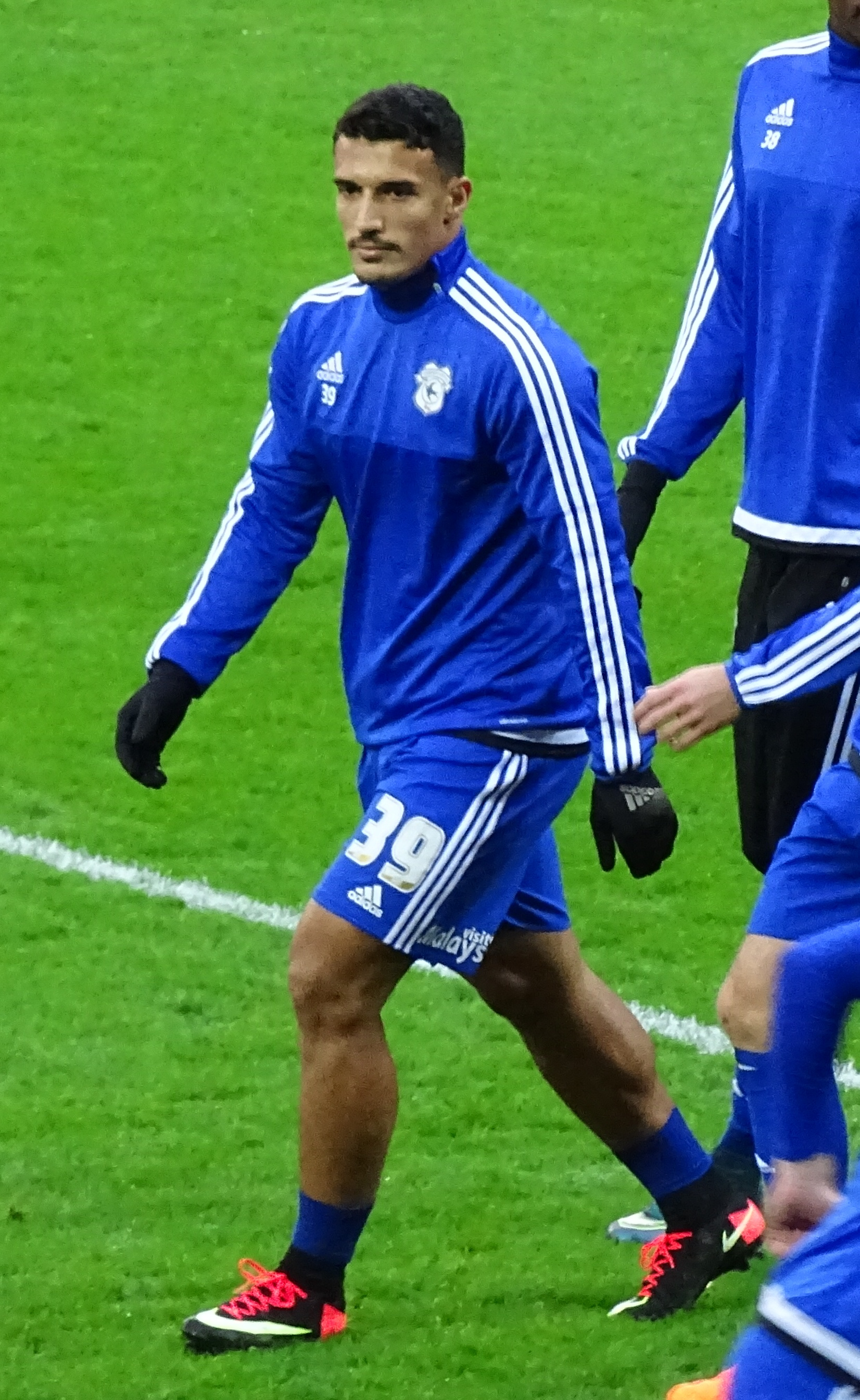
カーディフでのサーディ

2015年8月31日、フットボールリーグ・チャンピオンシップのカーディフ・シティFCに移籍した。
2017年7月21日、RCストラスブールに移籍した。